# Comitati di sicurezza

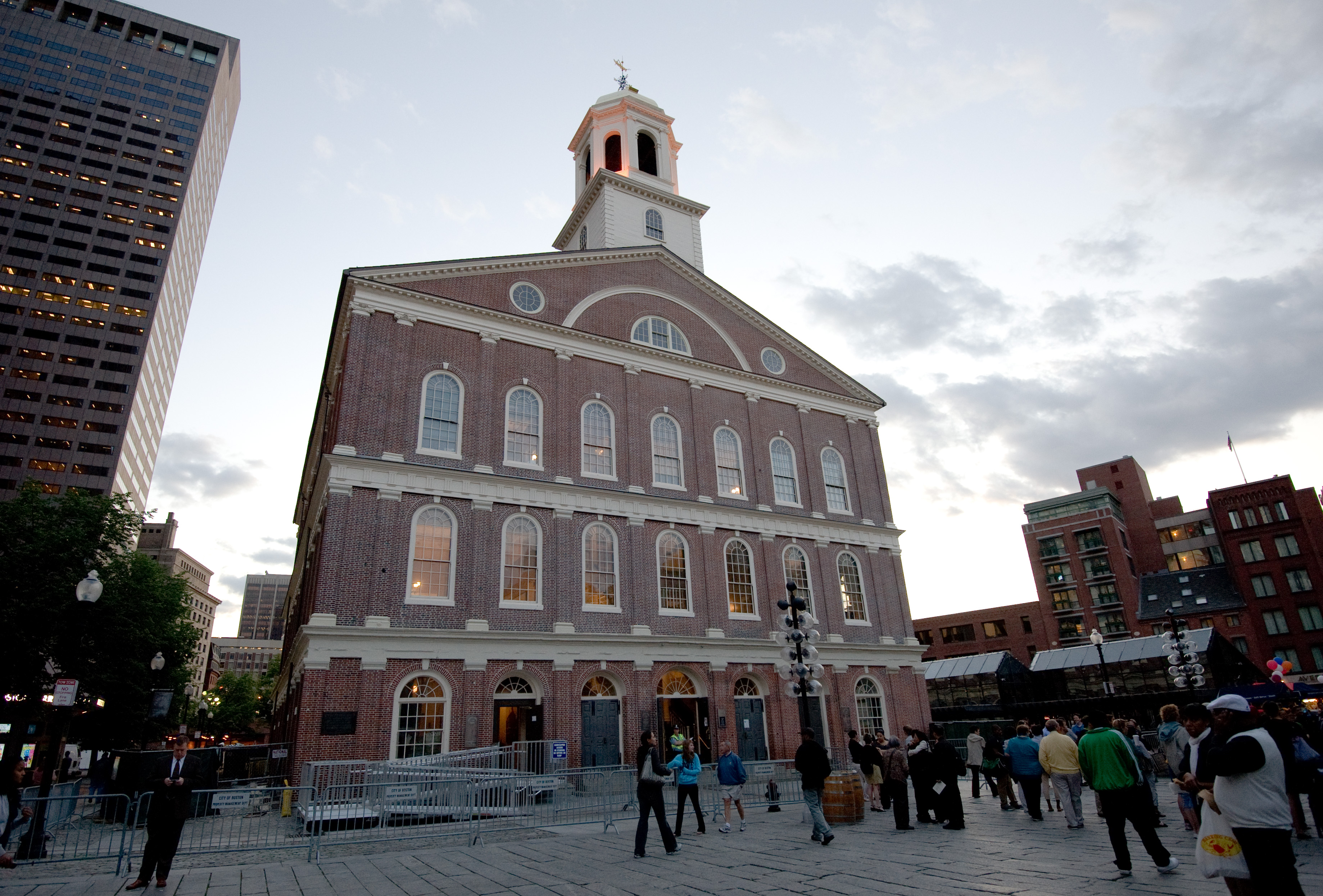
Faneuil Hall a Boston, dove il comitato di sicurezza locale si riunì il 21 Novembre 1772

Nella Rivoluzione Americana, i comitati di corrispondenza, i comitati di ispezione, conosciuti anche come comitati di osservazione e comitati di sicurezza, erano diversi comitati locali di Patrioti che si trasformarono lentamente in un governo ombra; strapparono il controllo delle Tredici Colonie dalle mani dei funzionari reali, i quali divennero sempre più impotenti.
Nella provincia della baia del Massachusetts, mentre la situazione politica si avvicinava a una crisi, divenne pratica comune per le città nominare tre comitati: di corrispondenza, di ispezione e di sicurezza. Il primo aveva il compito di tenere la comunità informata sui pericoli, sia legislativi che esecutivi, e di concertare misure di bene pubblico; il secondo di vigilare sulle violazioni degli accordi di boicottaggio commerciale con la Gran Bretagna, o sui tentativi dei lealisti di eluderli; il terzo di fungere da governo esecutivo generale mentre l'autorità legale era in sospeso. Nel febbraio 1776 questi vennero regolarmente legalizzati dalla Corte Generale del Massachusetts ma consolidati in uno solo denominato Comitato di corrispondenza, ispezione e sicurezza da eleggersi annualmente dalle città.